# Langues du plateau nigérian
Les langues du plateau nigérian sont une branche de la famille de langues bénoué-congolaises,.